# Ausreisegebühr
Eine Ausreisegebühr oder Ausreisesteuer ist eine Gebühr bzw. Steuer, die manche Länder für Reisende erheben, die das Land verlassen.

## Beispiele nach Staaten
- Belize erhebt eine Ausreisegebühr in Höhe von 19 USD für die Ausreise über den Landweg und 37,50 EUR für die Ausreise über den Luftweg.[1]

- Japan erhebt eine Ausreisesteuer in Höhe von 1000 Japanischen Yen.[2] Die Ausreisesteuer ist in den Flugticketpreisen bzw. Schiffsticketpreisen enthalten.[3]

- Nepal erhebt eine Ausreisegebühr in Höhe von 1000 Rupien.[4][5]